# Räktjärv, Kalix kommun
Räktjärv är en by i Töre socken, i Kalix kommun i Norrbottens län. Orten ligger 12 kilometer ifrån Morjärv. 

## Om orten
År 1905 lades ett förslag fram från riksdagen om att Haparandabanan skulle förlängas fram till Lappträsk och sträckningen blev genom Räktjärv. Som mest bodde det 150 personer i byn och det fanns affär, post, kafé, ett mindre bryggeri och en skola. Länge hade byn inte några fasta invånare, men mellan 2014 och 2020 hade byn en fast invånare.
I närheten av byn finns sjön Räktjärv och Räktjärvsberget. 

### Räktsjärvsänden
Vid sjön finns Räktjärvsänden dit det gick ett sidospår från järnvägen, och där det även fanns en hamn med godsbod och väntrum. Från hamnen gick ångbåtstrafik till Överkalix med fartyget Tisnaren. Båttrafiken lades ner 1922, några år efter att landsvägen till Överkalix byggdes. År 1926 begärde distriktschefen att stickspåret skulle rivas på grund av den nästan obefintliga trafiken. Här finns idag en rastplats.

## Kommunikationer
Närmsta hållplats för buss finns i byn Morjärv, 12 kilometer bort. 

### Räktjärvs järnvägsstation
Haparandabanan passerade tidigare byn och stannade vid Räktjärvs järnvägsstation som var uppförd år 1910. Räktjärv, tidigare stavat Räcktjärv, öppnades 1910 som en håll- och lastplats. 1918 blev det en station för att 1919 åter bli en håll- och lastplats. 1940 blev det åter en station och 1959 nedgraderades Räktjärv till hållplats. Slutligen i maj 1977 lades den ned. 1986 skedde en linjeomläggning där järnvägssträckan gjordes rakare vilket ledde till att den inte längre passerade Räktjärv. En uthusbyggnad finns dock kvar vid stationsområdet med namnskylten Räktjärv och 1928 flyttades godsmagasinet till Vitvattnet, oklart om det idag finns kvar.